# Montaž
Montaž (tudi Bojec, Špik nad Policami oz. Poliški Špik, italijansko Jôf di Montasio, furlansko Jôf dal Montâs, nemško Bramkofel ali Montasch) je 2.753 m visok vrh v zahodni skupini Julijskih Alp v Italiji.
Kleno slovensko ime te visoke gore je Špik nad Policami, v rabi pa je tudi ime Poliški Špik. Montaž je najvišji vrh Zahodnih Julijskih Alp in je za Triglavom drugi najvišji vrh celotnih Julijcev, hkrati pa tudi drugi najvišji vrh italijanske dežele Furlanije-Julijske krajine (za Karnijskim Coglians-om/Hohe warte) oziroma najvišji vrh (in edini izmed vrhov nad 2700 m) te dežele, ki je v celoti na njenem ozemlju (si ga ne deli s sosednjimi državami ali administrativnimi teritoriji).
Običajni dostop je od koče Brazza s planine Pecol nad 
sedlom Na Žlebeh v Italiji, od koče okoli 3 ure.
V skupini Montaža so tudi gore Špik nad Zadnjo polico (2680 m), Vrh Brda (2661 m), Špik nad Plazom (2606 m), Špik nad Špranjo (2554 m), Špik nad Nosom (2531 m), Špik nad Cijanerico (2461 m), Pleče (2458 m) Špik Hude police (2420 m), Špik nad Tratico (2405 m), Špik nad Studenci (2392 m), idr., medtem ko je osrednji vrh severnega grebena zahodnih Julijskih Alp Poldnašnja špica.